# Отруш
Отруш (фр. Autruche) насеље је и општина у североисточној Француској у региону Шампањ-Арден, у департману Ардени која припада префектури Вузје.
По подацима из 2011. године у општини је живело 63 становника, а густина насељености је износила 7,65 становника/km². Општина се простире на површини од 8,24 km². Налази се на средњој надморској висини од 186 метара.

## Демографија
| 1962. | 1968. | 1975. | 1982. | 1990. | 1999. | 2011. |
| ----- | ----- | ----- | ----- | ----- | ----- | ----- |
| 89    | 101   | 87    | 71    | 48    | 44    | 63    |

График промене броја становника у току последњих година